# Barragem de Riba-roja
A barragem de Ribarroja ou Riba-roja encontra-se no rio Ebro, entre as regiões de Aragão e Catalunha. A represa está situada no município de Riba-roja d'Ebre, na comarca de Ribera d'Ebre, na Catalunha, e a albufeira, que tem 38 km de comprimento, se estende pelos termos da La Pobla de Massaluca, na Tierra Alta; Fayón, no Bajo Aragón-Caspe (onde se une o rio Matarraña), e Mequinenza, no Baixo Cinca (onde se une o Segre e as águas do Cinca), estes dois últimos em Aragão. Acima desta albufeira, no rio Ebro, encontra-se a barragem de Mequinenza (conhecido também como Mar de Aragão) em Aragão.
A população de Ribarroja é a primeira que se encontra o rio Ebro ao entrar em Catalunha. O pântano abastece de água potável às populações de Batea, Villalba de los Arcos e a La Pobla de Massaluca.
O rio Ebro passa encaixado entre plataformas tabulares calcárias que têm facilitado a construção da represa, águas acima de Riba-roja d'Ebre. Com uma extensão de quase 40 km, chega quase à confluencia com o Segre, ocupa 2 152 ha e tem um volume de 210 milhões de m3. Com um volume de 900 m3/s, a central hidroeléctrica tem uma potência instalada de 262,8 MW.
Em 2012 apresentou-se um projecto para construir uma central hidroelétrica reversível em Ribarroja que teria uma potência de 3 000 MW, com custo de 2 100 milhões de euros. Para isso, tinha que construir outra barragem no povoamento de La Fatarella, ao que se bombearia água desde a barragem de Ribarroja. Em 2015, a falta de orçamento fez que o projecto se abandonasse por enquanto.

## História

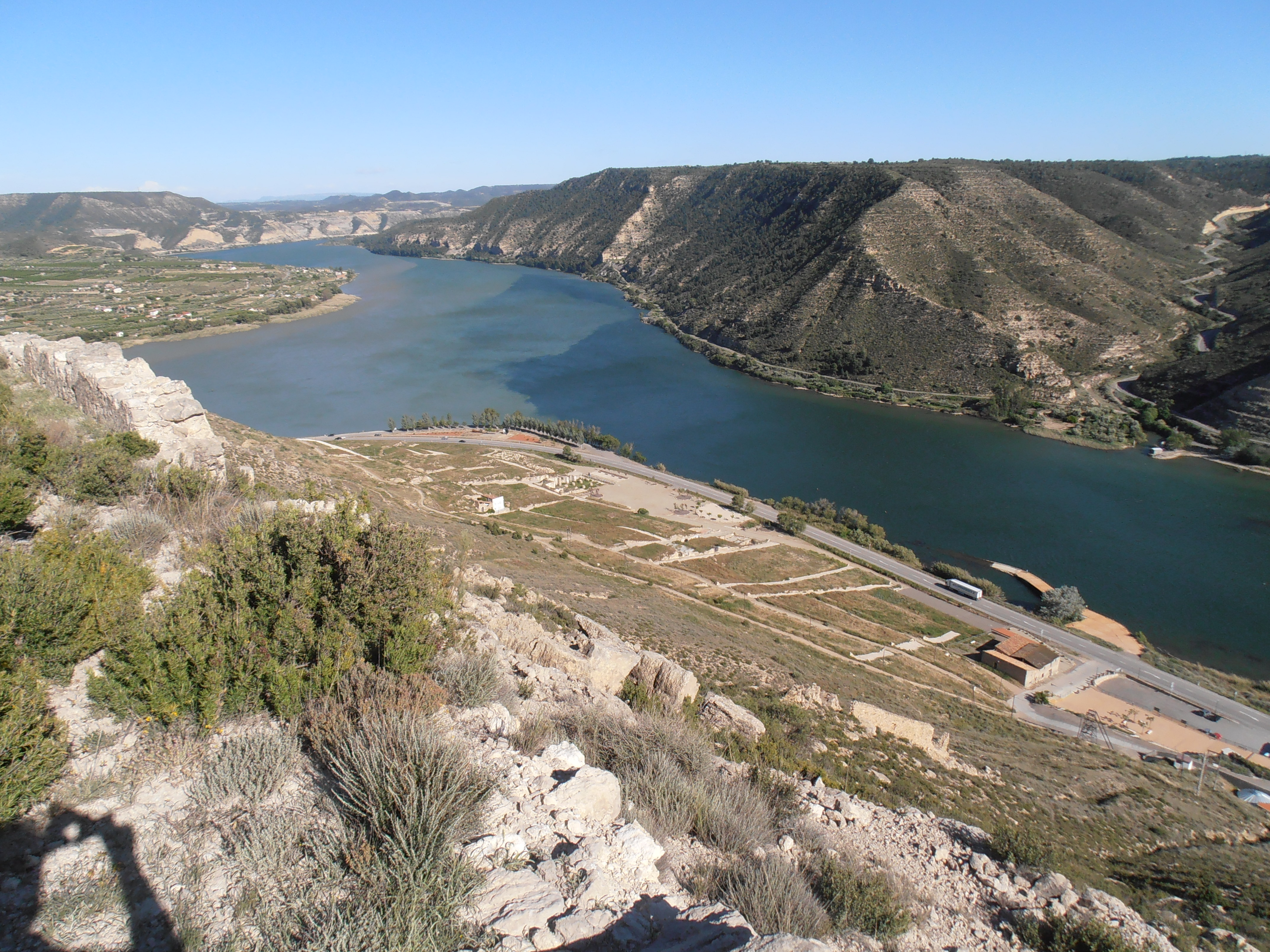
Corôa da barragem de Ribarroja, confluência do rio Ebro (direita) com o Segre e o Cinca (esquerda) em frente à antiga população de Mequinenza.

O pântano foi construído pela empresa ENHER entre 1958 e as obras finalizaram oficialmente a 31 de dezembro de 1964. Tal como estava desenhado, quando se enchesse o copo da barragem ficariam inundadas as localidades de Mequinenza e Fayón, desaparecendo também a estação de caminho-de-ferro utilizada até então para carregar o lignito, bem como os cargadeiros e parte dos caminhos-de-ferro mineiros e minas da bacia carbonífera de Mequinenza que tinham tido um grande auge com a eclosão da indústria catalã, a demanda europeia durante a Primeira Guerra Mundial e a pós-guerra civil espanhola.
Parte do antigo perímetro urbano de Mequinenza pode visitar-se hoje em dia porque converteu-se num grande parque da memória ao ar livre com os restos que ficam sobre a superfície do Ebro. Recuperaram-se alguns dos traçados originais das ruas e das casas que ficaram acima do nível da água. A Mequinenza antiga (ou o Povoamento Velho como a conhecem os mequinenzanos) se situa junto aos Museus de Mequinenza (conformados pelo Museu da Mina, o Museu da História de Mequinenza e o Museu do Passado Pre-histórico) conformando um espaço cultural que permite conhecer a história, a cultura e as lendas de uma milenaria população de navegantes e mineiros a orlas do rio Ebro.
Em 1892 inaugurou-se a linha de caminho-de-ferro de Madri a Barcelona que passava por Fayón, e que teve que ser desviada do seu curso quando se construiu a represa.
Durante a guerra civil espanhola, no lugar que ocuparia a barragem de Ribarroja se desenvolveu uma parte importante da batalha do Ebro.
A ermita românica de Berrús, dedicada a santa Magdalena, foi transladada pedra a pedra desde o desaparecido povoamento de Berrús durante a construção do pântano. Também se encontra em frente ao pântano a ermita de Santa Madrona, de 1900.
A central hidroeléctrica de Riba-roja se inaugurou três anos depois que a de Mequinenza e ao mesmo tempo que a de Susqueda.

## Meio ambiente

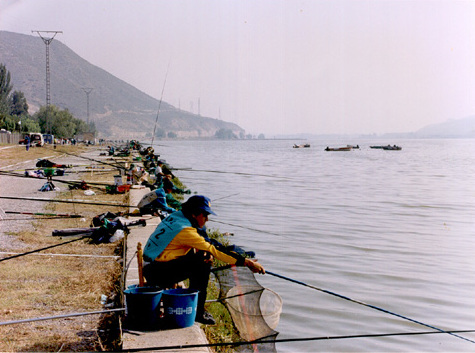
Campeonato de pesca em Mequinenza, em parte-a final da barragem de Ribarroja.

Em Mequinenza, a coroa da barragem de Ribarroja permite dispor de um campo de regatas que está considerado um dos melhores de toda a Europa por sua excelente acessibilidade, seu espelho de água estável e as suas instalações desportivas. As equipas de Oxford e Cambridge preparam aqui a sua mítica regata bem como diversas selecções mundiais realizam diferentes esstágios de preparação para competições internacionais. O Recinto Náutico do Clube Capri é o paraíso para a prática de desportos náuticos em Aragão bem como sede de diferentes competições autonómicas e nacionais.
A pesca em Mequinenza é também um dos desportos mais praticado já que as condições e o meio são óptimos para este desporto. A popularidade das águas de Mequinenza a nível mundial tem sido em grande parte graças ao siluro, o peixe maior da Europa que pode atingir os quase 3 metros de comprimento e mais de 100 quilos de peso. Grande mostra disso são os diferentes recordes que se conseguiram na localidade por pescadores internacionais, posicionando com estas capturas a Mequinenza como referente da pesca desportiva.
Na costa da barragem, a zona da confluência dos rios Segre, Cinca e Ebro em Mequinenza, possui um patrimônio rico em natureza, com uma excelente variedade de ecossistemas, que vão desde as estepas mediterrâneas a impenetráveis bosques de ribeira, a convertendo num paraíso com uma biodiversidade incomparável. É um ponto de confluência da flora esteparia proveniente da zona árida de Monegros e a flora mediterrânea que ascende pelo vale do Ebro. Abarcam desde colônias de ardeidas a todo o tipo de raposas, bem como aves próprias de ambientes desérticos incluindo uma representação extensa de espécies escassas e ameaçadas na Europa como as Ardeidas, a garça bueiera (Bubulcus Ibis), a garça comum (Egretta Garzetta), o avetorilo comum (Ixobrichus minutus), o martinete comum (Nycticorax nycticorax), a garça grande (Ardea alva), a garza real (Ardea cinerea) ou a garça imperial (Ardea purpurea). Nos bosques de ribeira e nos carrizais podem-se observar durante todo o ano espécies ornitológicas como os rálidos, pícidos, túrdidos, páridos, fríngílidos ou emberícidos. O área fluvial do Aiguabarreig é uma zona húmida de grande trascendência como área de reprodução, hibernação e descanso da fauna migratória e um lugar privilegiado para a prática do birdwatching.
A barragem de Ribarroja possui um atractivo importante para pesca-a desportiva. Encontram-se aqui variedades autóctonas de anguila, perca, carpa e tenca, e como espécies introduzidas a perca americana ou black-bass e o siluro.
Seu meio está formado por um conglomerado de montanhas, vales, barrancos e entradas fluviais de grande beleza.
Possui vários ecossistemas e permite a prática da navegação a vela, remo ou piraguismo. Nas suas orlas encontra-se o camping de Riba-roja, no pla de Pinyeres, e várias empresas alugam embarcações no porto fluvial de San Francisco.
Ao longo do rio Ebro decorre a estrada de senderismo de grande percurso GR-99, que segue ao longo do rio Ebro.
Na foz do rio Matarraña encontra-se o Espaço de Interesse Natural de Riba-roja, que inclui uma parte da barragem, com uma extensão de 6 556 ha.